# شهرستان مارلبورو (کارولینای جنوبی)
شهرستان مارلبورو، کارولینای جنوبی (به انگلیسی: Marlboro County, South Carolina) یک سکونتگاه مسکونی در ایالات متحده آمریکا است که در کارولینای جنوبی واقع شده‌است.

## خصوصیات
شهرستان مارلبورو ۱٬۲۵۶٫۱۵ کیلومترمربع مساحت دارد.